# Cmentarz żydowski w Żninie
W Żninie znajdowały się dwa cmentarze żydowskie – stary i nowy.
Stary cmentarz żydowski w Żninie – powstał przypuszczalnie w połowie XIX wieku przy obecnej ul. Mickiewicza. Został zniszczony podczas wojny i dziś nie pozostał po nim żaden materialny ślad.
Nowy cmentarz żydowski w Żninie – kirkut leży przy ulicy Mickiewicza i Niedziałkowskiego (ul. Niedziałkowskiego leży na terenie kirkutu). Został założony w XIX wieku. W czasie II wojny światowej został zniszczony. Obecnie na jego obszarze znajdują się sklep, bloki mieszkalne i boisko. Jego powierzchnia wynosi 1,5 ha.